# Euractiv
Euractiv ist ein europäisches Nachrichtenportal, welches sich auf EU-Politik konzentriert und 1999 von dem französischen Medienverleger Christophe Leclercq gegründet wurde. Der Hauptsitz und die zentrale Redaktion befinden sich in Brüssel, weitere Büros gibt es in Paris und Berlin. Die Inhalte werden von rund 50 Journalisten in Belgien, Bulgarien, Deutschland, Frankreich, Griechenland, Italien, Polen, Rumänien, der Slowakei und der Tschechischen Republik verfasst.
Die Politikberichterstattung von Euractiv verteilt sich auf acht Themenbereiche: Landwirtschaft und Lebensmittel, Wirtschaft, Energie und Umwelt, Globales Europa, Gesundheit, politische Prozesse, Technologie und Verkehr. Die Berichterstattung wird durch ein Programm von mehr als 100 Veranstaltungen pro Jahr ergänzt, in der Regel in Form von Debatten mit Interessenvertretern, die sich auf dieselben Politikbereiche beziehen. Die politische Berichterstattung von Euractiv konzentriert sich auf die Phase vor der Verabschiedung von EU-Gesetzen. Fast alle englischsprachigen Inhalte werden ins Französische und Deutsche übersetzt.
Euractiv verfügt über verschiedene Finanzierungsquellen, da das Unternehmen sowohl private als auch öffentliche Einnahmen für seine Tätigkeit benötigt. 2019 stammte etwa ein Fünftel der Einnahmen von Euractiv aus öffentlichen Quellen, darunter auch die EU. Weitere Einnahmequellen sind Werbung und Unternehmenssponsoring.
Im Mai 2023 wurde Euractiv von dem belgischen Medienunternehmen Mediahuis übernommen, was die erste internationale Medienplattform-Akquisition des Unternehmens darstellte. Das dreiköpfige Führungsteam besteht aus René Moerland (Verleger und ehemaliger Chefredakteur der niederländischen Zeitung NRC), Claire Boussagol (Geschäftsführerin und ehemalige Präsidentin Europa bei APCO Worldwide und CEO bei Politico Europe) und Emmanuel Naert (Direktor für Abonnements).

## Profil
Euractiv berichtet seit über zwanzig Jahren über das Europäische Parlament und andere EU-Institutionen. Die redaktionelle Berichterstattung umfasst sowohl die europäische Politik in Brüssel als auch eine tiefer gehende Analyse der EU-Gesetzgebung in Bereichen wie Energie und Umwelt, Landwirtschaft, Lebensmittelsicherheit, Verkehr und Technologiepolitik. 
Neben den täglichen Artikeln erstellt Euractiv auch Sonderberichte zu spezifischen politischen Themen. Im Jahr 2016 führte das Unternehmen seinen Vorzeige-Newsletter The Brief ein. Im Jahr 2019 startete es eine neue Runde von Newslettern mit EU-Fokus: The Capitals, den Tech Brief und den Transport Brief. Darüber hinaus hat sich Euractiv auf die Organisation von Veranstaltungen spezialisiert, die wichtige Interessengruppen miteinander ins Gespräch bringen. Im Jahr 2018 organisierte Euractiv mehr als 70 Veranstaltungen, von denen die meisten gesponsert wurden. Dabei handelte es sich meist um Workshops oder Debatten.

## Newsletters
Euractiv versendet Newsletter mit der Bezeichnung 'Policy Briefs', die sich an der Berichterstattung über die größten Politikbereiche der Europäischen Union orientieren. Dazu gehören zum Beispiel die Bereiche Landwirtschaft, Technologie und Energie.
The Capitals ist Euractivs zentraler täglicher Newsletter. Er fasst politische Nachrichten aus ganz Europa zusammen, die von allgemeinem europäischem Interesse sind. Auf Deutsch erscheint täglich der Europa Kompakt-Newsletter.

## Einfluss
Laut der von Savanta für BCW Brüssel durchgeführten EU-Medienumfrage 2023 belegte Euractiv den fünften Platz als einflussreichste EU-Quelle. Damit rückte das Unternehmen zum ersten Mal in die ersten zehn Plätze vor und ließ Bloomberg, EUObserver und EuroNews hinter sich.
Im Jahr 2022 wurde Euractiv in einer vom Rat der Europäischen Union durchgeführten Studie auf dem zweiten Platz der Liste der einflussreichsten Medien unter den Mitgliedern des Europäischen Parlaments (MdEP) eingeordnet.
Die Berichterstattung von Euractiv wird regelmäßig von internationalen Zeitungen wie der New York Times, der Financial Times, CNN, der Deutschen Welle, le Figaro, Le Point und Il Post zitiert.